# Chrysocraspeda ozophanes
Chrysocraspeda ozophanes là một loài bướm đêm trong họ Geometridae.

## Hình ảnh

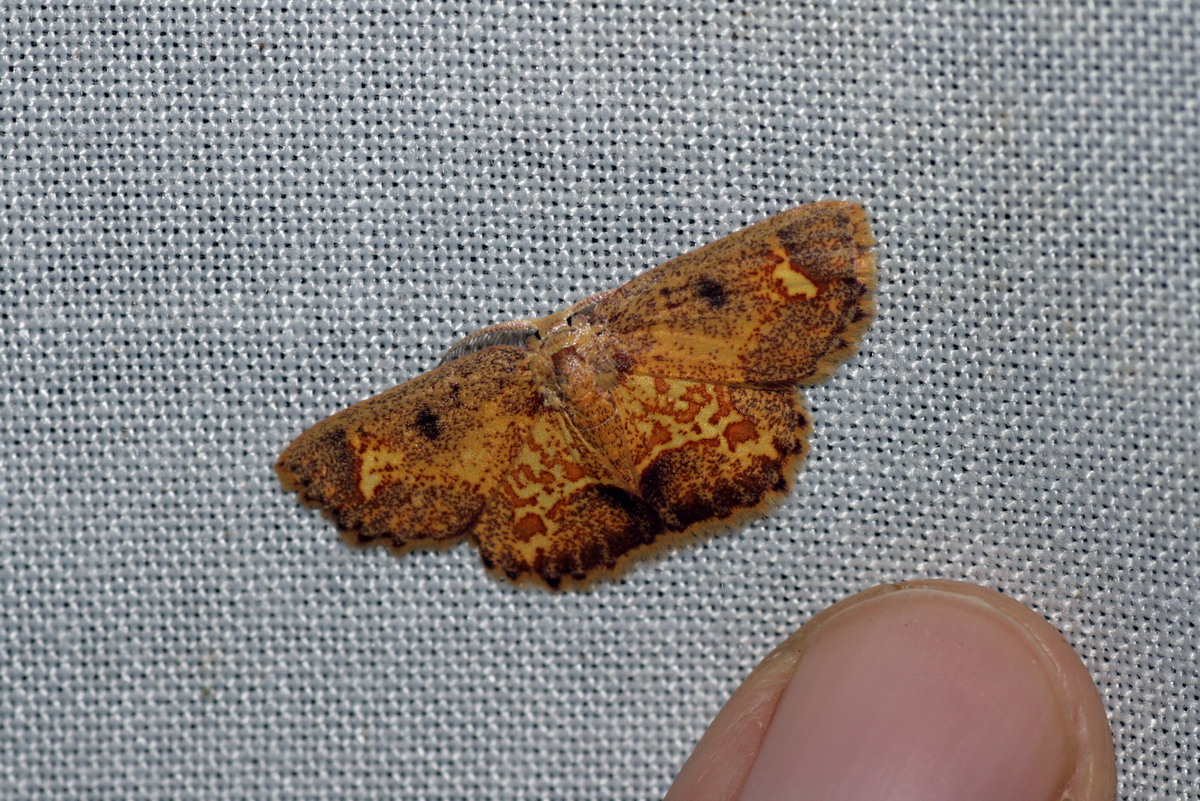